# Frémeréville-sous-les-Côtes
Frémeréville-sous-les-Côtes és un municipi francès situat al departament del Mosa i a la regió del Gran Est. L'any 2007 tenia 98 habitants.

## Demografia

### Població
El 2007 la població de fet de Frémeréville-sous-les-Côtes era de 98 persones. Hi havia 40 famílies, de les quals 8 eren unipersonals (8 homes vivint sols), 16 parelles sense fills i 16 parelles amb fills.
La població ha evolucionat segons el següent gràfic:
Habitants censats

### Habitatges
El 2007 hi havia 54 habitatges, 39 eren l'habitatge principal de la família, 9 eren segones residències i 7 estaven desocupats. 45 eren cases i 9 eren apartaments. Dels 39 habitatges principals, 29 estaven ocupats pels seus propietaris i 10 estaven llogats i ocupats pels llogaters; 1 tenia dues cambres, 4 en tenien tres, 11 en tenien quatre i 23 en tenien cinc o més. 32 habitatges disposaven pel capbaix d'una plaça de pàrquing. A 20 habitatges hi havia un automòbil i a 16 n'hi havia dos o més.

### Piràmide de població
La piràmide de població per edats i sexe el 2009 era:
| Homes | Edats   | Dones |
| ----- | ------- | ----- |
| 0     | 95 o +  | 0     |
| 0     | 90 a 94 | 0     |
| 0     | 85 a 89 | 0     |
| 0     | 80 a 84 | 0     |
| 0     | 75 a 79 | 0     |
| 4     | 70 a 74 | 8     |
| 4     | 65 a 69 | 8     |
| 0     | 60 a 64 | 0     |
| 0     | 55 a 59 | 0     |
| 0     | 50 a 54 | 0     |
| 8     | 45 a 49 | 8     |
| 8     | 40 a 44 | 4     |
| 0     | 35 a 39 | 0     |
| 4     | 30 a 34 | 4     |
| 0     | 25 a 29 | 0     |
| 0     | 20 a 24 | 0     |
| 4     | 15 a 19 | 0     |
| 0     | 10 a 14 | 0     |
| 4     | 5 a 9   | 0     |
| 8     | 0 a 4   | 0     |

## Economia
El 2007 la població en edat de treballar era de 62 persones, 46 eren actives i 16 eren inactives. De les 46 persones actives 45 estaven ocupades (26 homes i 19 dones) i 1 aturada (1 home). De les 16 persones inactives 4 estaven jubilades, 5 estaven estudiant i 7 estaven classificades com a «altres inactius».
Activitats econòmiques
Dels 5 establiments que hi havia el 2007, 2 eren d'empreses de construcció, 2 d'empreses de comerç i reparació d'automòbils i 1 d'una empresa de serveis.
Dels 2 establiments de servei als particulars que hi havia el 2009, 1 era un guixaire pintor i 1 empresa de construcció.

## Poblacions més properes
El següent diagrama mostra les poblacions més properes.